# Sozialer Trainingskurs
Ein Sozialer Trainingskurs ist eine erzieherische und gruppenpädagogische Maßnahme die das deutsche Jugendgerichtsgesetz (JGG) vorsieht. Der Soziale Trainingskurs wurde im Jahr 1990 mit anderen Maßnahmen in das Jugendgerichtsgesetzes aufgenommen.

## Rechtliches
Die gesetzliche Grundlage des sozialen Trainingskurses findet sich im § 10 des Jugendgerichtsgesetzes. Ein Richter kann nach dem Jugendgerichtsgesetz dem Betroffenen Weisungen in Form von Gebote und Verbote erteilten, welche die Lebensführung regeln und dadurch seine Erziehung fördern und sichern sollen. Nach § 10 Abs. 1 Nr. 6 JGG kann der Richter dem Jugendlichen auferlegen an einem sozialen Trainingskurs teilzunehmen.
Soziale Trainingskurse werden im Bereich der Jugendstrafrechtspflege durch jugendrichterliche Entscheidungen (§10 JGG) oder im Bewährungsverfahren (§21, 27 JGG) angeordnet sowie auf Veranlassung des Jugendstaatsanwalts (§ 45 JGG) oder des Jugendrichters (§ 27 JGG) durchgeführt.

## Inhalte und Ziele des Sozialen Trainingskurs
Im Allgemeinen Sozialen Trainingskurs werden unterschiedliche Themen und Bausteine je nach Bedarf und Zusammensetzung der Gruppe bearbeitet. Neben der Verdeutlichung der Tragweite des eigenen Handelns und der Auseinandersetzung mit gesellschaftlichen Normen und Werten gibt es weitere Ziele die in dem Kurs erreicht werden sollen. Unter anderem
- die Stärkung der Frustrationstoleranz und Kommunikationsfähigkeit
- die Erarbeitung von individuellen Problem- und Konfliktlösungsstrategien
- die Reflexion der schulischen/beruflichen Situation
- die Erarbeitung von Perspektiven

sowie die Motivierung zur Erfüllung gerichtlicher Auflagen.